# وام‌واژه

اثرگذاری لاتین و لاتین نو (بیشتر فرانسوی و ایتالیایی) در واژگان زبان انگلیسی به ۵۸٪ درصد می‌رسد.

وام‌واژه (به انگلیسی: loanword) به واژه‌ای گفته می‌شود که از یک زبان یا گویش دیگر به زبانی وارد شده باشد. به وام‌واژه، واژهٔ دخیل، واژهٔ عاریتی و واژهٔ قرضی نیز گفته می‌شود. به فرایند وارد کردن عناصر واژگانی از زبان‌های دیگر نیز وام‌گیری گفته می‌شود.
به‌طور کلی فرایند وام‌گیری به دو شیوه است:
1. وام‌گیری مستقیم
2. وام‌گیری غیرمستقیم

در وام‌گیری مستقیم، وام‌واژه به‌طور مستقیم از زبان مبدأ گرفته می‌شود؛ مانند جت، بمب، پرینتر، که به‌طور مستقیم از زبان انگلیسی گرفته شده است؛ یا آدمیرال و الکل که زبان انگلیسی از زبان عربی قرض گرفته است. در وام‌گیری غیرمستقیم، وام‌واژه با واسطه از زبان (یا زبان‌های) دیگری، غیر از زبان مبدأ، قرض گرفته می‌شود؛ برای مثال، واژهٔ الکل در قرن ۱۳ میلادی از زبان عربی وارد زبان لاتین شد و از این زبان وارد زبان انگلیسی شد؛ یا واژهٔ فیلسوف که از زبان یونانی به زبان عربی راه یافت و از این زبان وارد زبان فارسی شد. البته بیشترین میزان وام‌گیری از زبان‌های غربی در زبان فارسی متعلق به زبان فرانسه است زیرا تلفظ واژگان فرانسوی با فارسی سازگاری بسیاری دارد. تعداد این واژه‌ها به قدری است که غالباً بسیاری از فارسی‌زبانان نسل حاضر نمی‌دانند که این واژگان در اصل فرانسوی هستند. از جمله می‌توان به کلمه‌هایی نظیردوش (حمام))، کروات، لامپ، فامیل، کادو، شوفر، آسانسور، کودتا، رفوزه، پاساژ، ماساژ، مونتاژ، کتلت، املت، توالت، آژانس، اورژانس، مانتو، پالتو، مرسی، سانسور، دیکتاتور، آلبوم، آسفالت، سلول، مایو، گیشه، سرویس، فستیوال، سیمان، پدال، آمپول، سرنگ، پماد، کنتور اشاره کرد
ورود واژه‌های بیگانه در هر زبانی معمولاً با ورود ابزارهای فنّی و فناوری‌های نوین همراه است، مانند: تلفن، اینترنت، چت، سایت، آسانسور، سیمان، بمب، کامپیوتر و غیره. یا به دنبال کشفی در علوم است، مانند: میکروب، سلول، اکسیژن، کوآنتوم. یا مربوط به آداب و رسوم و نهادهای ناآشنایی است که در کشور زبان وام‌گیرنده مشابهی ندارد و اگر هم داشته باشد عیناً به آن مربوط نیست، بانک، پست، کابینه، رستوران، بوفه، تئاتر، بورس و غیره.

## گونه‌های وام‌گیری واژگانی
وام‌گیری واژه می‌تواند به شیوه‌های مختلفی صورت پذیرد. در ادامه، برخی از این روش‌ها شرح داده می‌شود:

### گرته‌برداری
گَرته‌برداری یا ترجمهٔ قرضی نوعی از وام‌گیری واژگانی است که در آن اجزای تشکیل‌دهندهٔ واژهٔ مبدأ، با حفظ ساختار خود، به زبان مقصد ترجمه می‌شوند؛ برای نمونه، واژهٔ آسمان‌خراش که ترجمهٔ تحت‌اللفظیِ واژهٔ skyscraper است. واژه‌هایی مانند راه‌آهن، آزادراه و آبرنگ، واژه‌هایی هستند که به این روش وارد زبان فارسی شده‌اند.

### تعبیر قرضی
نوع دیگری از وام‌گیری واژگانی‌ست که در آن، کاربر زبان، پدیده یا شیئی وارداتی را تعبیر کرده و براساس کارکرد آن، واژه‌ای بسازد یا واژه‌ای را گسترش معنایی دهد. واژگانی مانند جاروبرقی، چراغ‌قوه، خودنویس و آچار قفلی (انبر قفلی)، واژه‌هایی هستند که به کارکرد شیء اشاره می‌کنند و ترجمهٔ دقیق واژهٔ مبدأ نیستند. به این نوع وام‌گیری «تعبیر ترجمه‌ای» هم گفته می‌شود.

### ترجمه و تعبیر قرضی
هرگاه بخشی از واژهٔ مبدأ ترجمه شود و بخشی دیگر تعبیر شود، ترجمه و تعبیر قرضی رخ داده است؛ مانند: آجرنسوز، گلخانه، و هواپیما در زبان فارسی.

### آمیزش قرضی
آمیزش قرضی در واقع نوعی قرض‌گیری نیست. در آمیزش قرضی، بخشی از واژه را وام‌واژه و بخشی دیگر را واژهٔ زبان مقصد تشکیل می‌دهد؛ مانند: فیزیکدان، بانکدار، و اتمی در زبان فارسی.

### تبادل قرضی
تبادل قرضی نوعی از وام‌گیری غیرمستقیم است که در آن، واژهٔ موردنظر، به‌واسطهٔ زبانی که کاربرانِ زبان مقصد با آن آشنایی بیشتری دارند، ترجمه شده و وارد زبان مبدأ می‌شود؛ مانند: ضبطِ صوت، آچار، عکس، و مجلس در زبان فارسی.

## وام‌واژه‌ها در زبان فارسی
درصد وام‌واژه‌های عربی در فارسی، امروزه بسته به حوزه و گونهٔ متن تفاوت‌هایی دارد. میانگین درصد کاربرد واژه‌های عربی در فارسی امروزی گفتاری و نوشتاری را حدود ۱۴ درصد برآورد کرده‌اند. البته در برخی موارد ممکن است درصد واژه‌های عربی بیشتر شود ولی باید توجه داشت که برخی از سخنوران شروع به افراط بهره از واژه‌های بیگانه می‌کنند که در هر زبانی وجود دارد و بهتر است که سخنور مورد نظر صحبت‌هایش را اصلاح کند.